# Villa Eolskulle

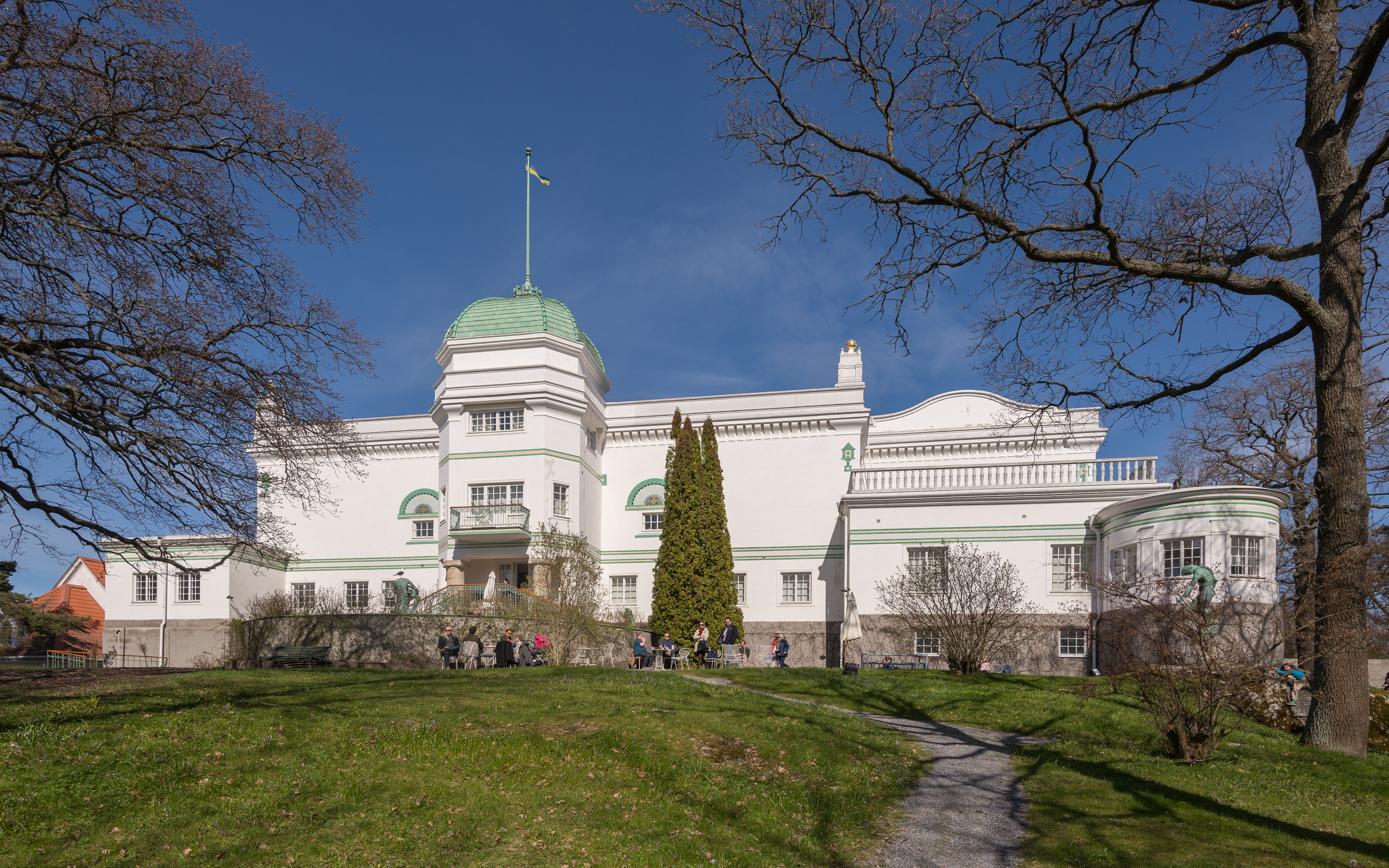
Thielska galleriet, ursprungligen Villa Eolkskulle, fasad mot syd, 2015.

Villa Eolskulle (även Thielska villan) är en byggnad vid Sjötullsbacken 8 på Blockhusudden, södra Djurgården, Stockholm. Villan, som är mera känd under namnet Thielska galleriet, uppfördes mellan 1904 och 1907 som privatbostad för finansmannen och konstsamlaren Ernest Thiel med familj. Till arkitekt anlitades Ferdinand Boberg. Han skapade en Wienerjugendinspirerad byggnad, som sedan 1924 härbärgerar Thielska galleriet och sedan 1958 skyddat som byggnadsminne.

## Bakgrund

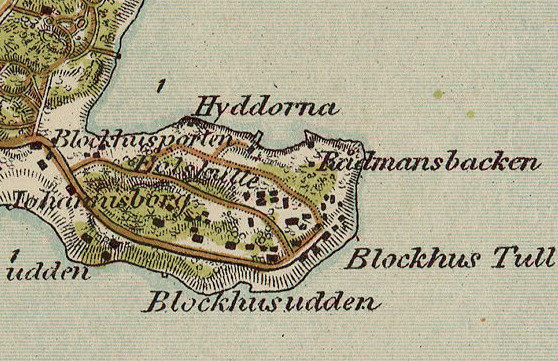
Blockhusudden och Eolskulle 1861.

När Ernest Thiel bodde i sin våning på Strandvägen 9, dit han flyttade 1897 från Floragatan 2, började han samla på skandinavisk konst. Till sitt första större förvärv hörde Bruno Liljefors Morgonstämning vid havet som han köpte för 2 000 kronor. Så småningom räckte niorummaren på Strandvägen inte till för att placera all den konst som Thiel samlade på. Ett nytt, stort hem med plats för tavlor och skulpturer behövdes och planeringen började 1902. Till arkitekten, Ferdinand Boberg, som fick uppdraget att rita den nya bostaden, skrev Thiel: “Jag vill ha ett hem dekorerat med tavlor på alla väggarna, det skall vara trivsamt, jag vill bo där”.
Inspirerad av det samtidigt pågående bygget av Prins Eugens Waldemarsudde, även det ritat av arkitekt Boberg, tänkte Thiel sig sitt nya hem med galleri i närheten av Prins Eugéns nybygge, men efter kunglig protest fick Thiel nöja sig med en tomt längre ut på Djurgården, nämligen Blockhusudden.
Villans tomt ligger på Blockhusuddens högsta höjd som kallas Eolskulle. Namnet härrör från Aeolus som är den latinska formen för Aiolos, vindarnas gud i antik mytologi. Eolus eller Eol är en äldre svensk namnform för vindguden. En av de första som bosatte sig här var tullinspektören J.C. Middendorff, som 1806 fick en stor tomt och lät bygga ett mindre bostadshus med separat köksflygel. Så småningom uppfördes flera hus på och intill kullen, bland dem Villa Johannisberg från 1810 och Villa Eolslund från 1867. På försommaren 1904 var Thiels arrende klart. Han fick disponera en stor tomt, belägen på Eolskulles södersluttning och Eolskulle fick även bli villans namn. Marken ägdes av Kungliga Djurgårdsförvaltningen.

## Villan och galleriet

### Första byggetappen

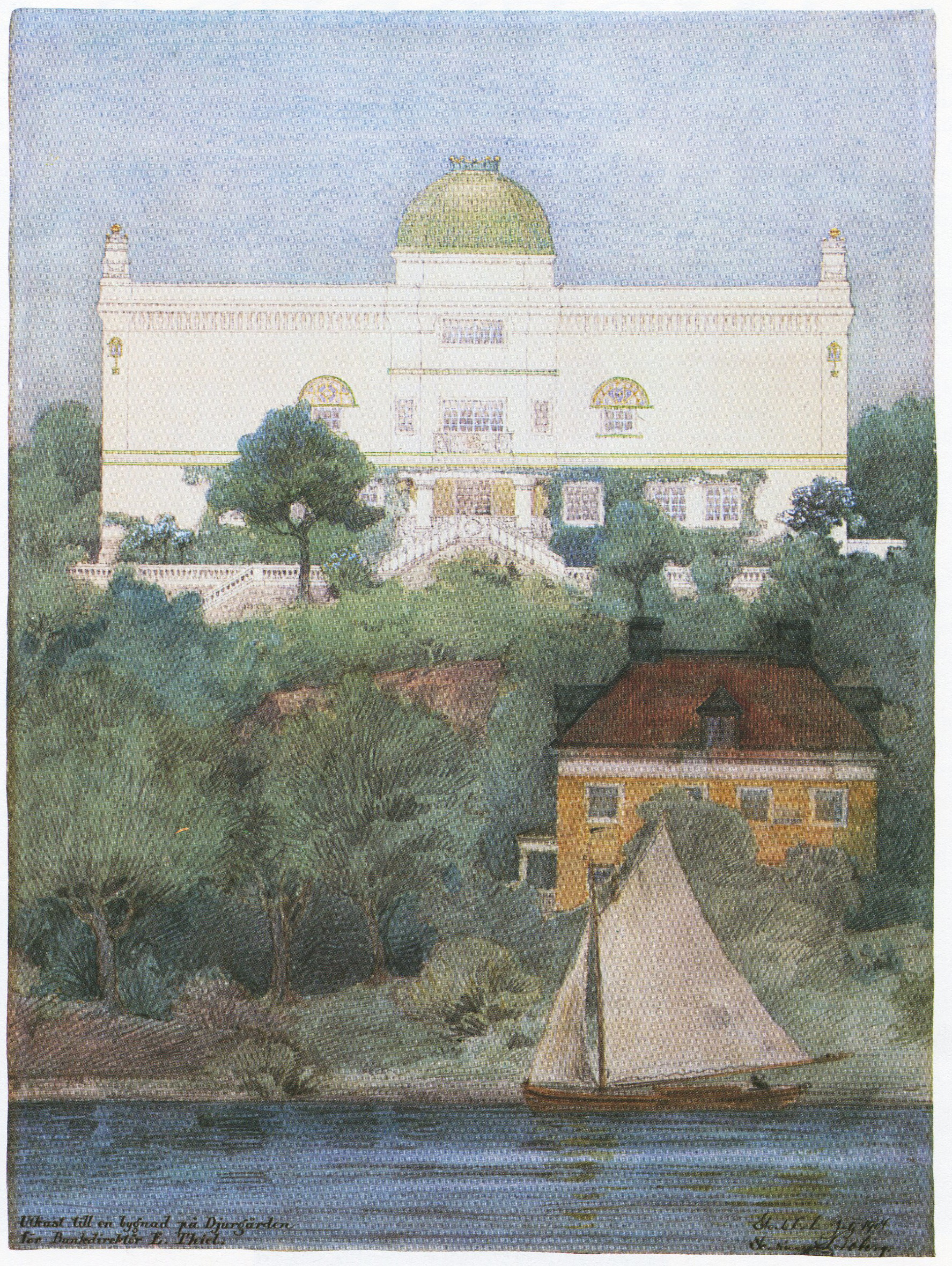
"Skiss för en byggnad på Djurgården för bankdirektören T. Thiel", Ferdinand Bobergs akvarell från 1904.

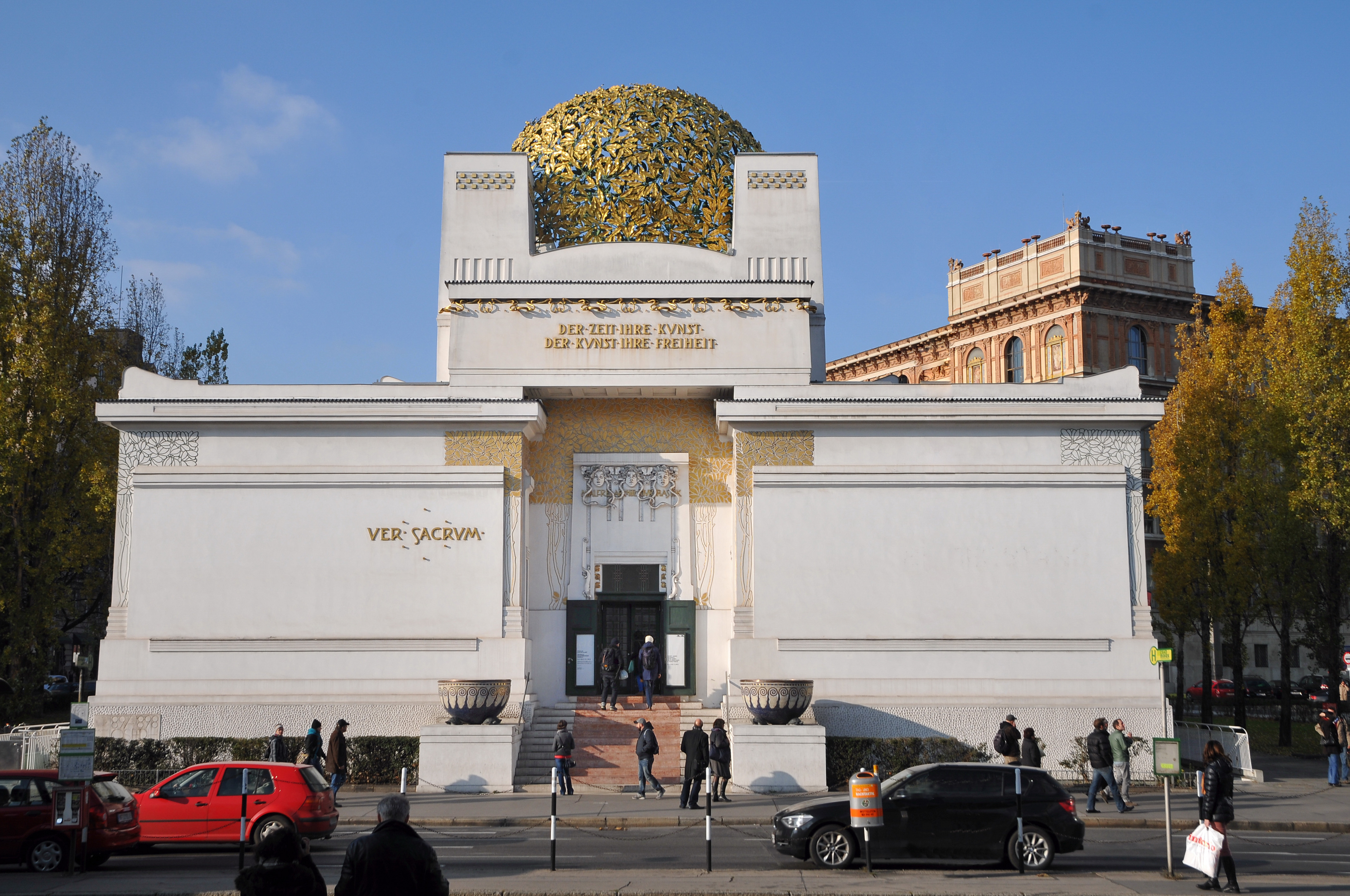
Bobergs inspirationskälla: Wiener Secessionsgebäude.

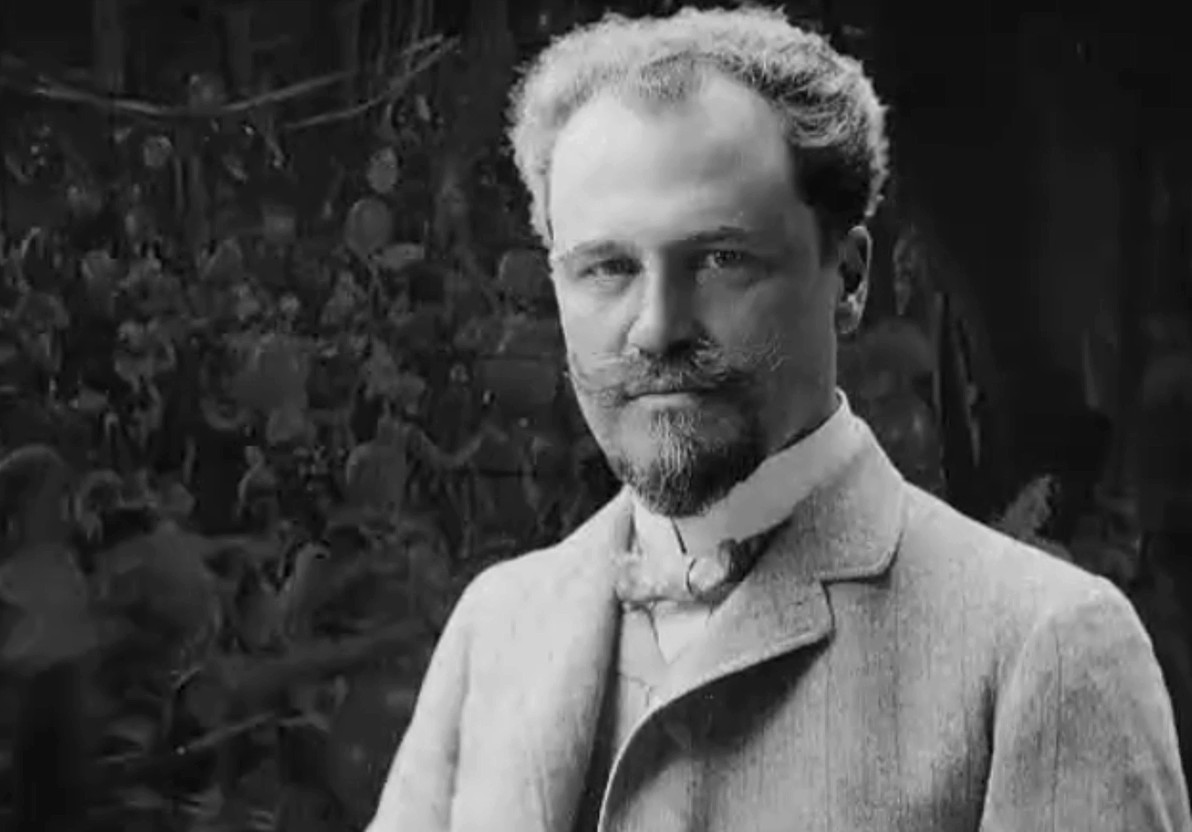
Byggherren Ernest Thiel.

Projekteringen började 1904 och den självskrivne arkitekten fick bli Ferdinand Boberg, som skrev att uppdraget var ”underbart lockande”. Boberg ritade en sträng symmetrisk byggnad i tre våningar med inspiration av Orienten, Wienerjugend och särskilt arkitekt Joseph Maria Olbrichs Wiener Secessionsgebäude från 1898 samt sin egen konsthallsbyggnad på Stockholmsutställningen 1897.
På en tidig akvarell från 1904 syns Bobergs vision av en vit, tornprydd byggnad som reser sig över Blockhusuddens grönska. De nästan fönsterlösa fasaderna mot söder markerar utåt tavelgalleriernas placering. Dagsljus får salarna genom stora glastak. Mot entrésidan märks två korta flyglar och mot syd sätter det centralt placerade tornet en intressant accent. Tornets kupol och delar av taken är täckta med glaserat taktegel i grön kulör.
Fasaderna är putsade i lysande vit färg med utsmyckningar av infällda, huvudsakligen gröna och gula kakelplattor. Husets ytterhörn kröns av var sitt förgyllda klot. Grannen i Villa Eolslund, författaren Sven Lidman, karakteriserade det ovanliga nybygget med orden: ”En ren orientalisk främmadartad uppenbarelse bland Blockhusuddens tallar och trävillor…”.
Villan nås från nuvarande Sjötullsbacken. Tomten kringgärdas av en hög vit mur och en kopparbeslagen port måste passeras innan man kan komma fram till huset. Omedelbart innanför entrén leder en bred halvtrappa upp till trapphallen. På trappväggarna hänger Bruno Liljefors fågelmotiv och i taket skapade han takmålningen Flygande örnar. Hallens tak bärs upp av fyra svarta, skulpterade träpelare med vindruvsmotiv. På detta plan låg familjen Thiels privata bostadsrum och rum för tjänstefolket. Idag finns här reception, museibutik och café, samt fem mindre rum i fil för tillfälliga utställningar. Ytterligare en trappa upp når besökaren själva gallerivåningen.
Gallerivåningen dominerades till en början av två stora salar, en vänstra och en högra. Trapphus, hall och uppgång till tornrummet ligger däremellan. Den vänstra salen fungerade även som Thiels arbetsrum och bibliotek. Salarna kunde lätt avskiljas med hjälp av mäktiga skjutdörrar vilka ursprungligen var klädda med gobelängvävnader skapade av Gustaf Fjæstad. Idag står skjutdörrarna permanent öppna.
Interiören var påfallande enkelt gestaltad, det var tavlorna som skulle fånga blicken, inte andra fixpunkter. Salarnas innerhörn fick korta snedväggar som gör att betraktarens blick lätt glider runt väggarna. Även möblemanget som Thiel valde var inte särskilt påkostat, med ett undantag, "Thiels soffa” som skapades av konstnären Gustaf Fjæstad och utgör samtidigt sittgrupp och konstverk. I övrigt var interiören en kombination av jugend och samtidens nyväckta intresse för det tidiga 1800-talet.

Bobergs ritningar för etapp ett
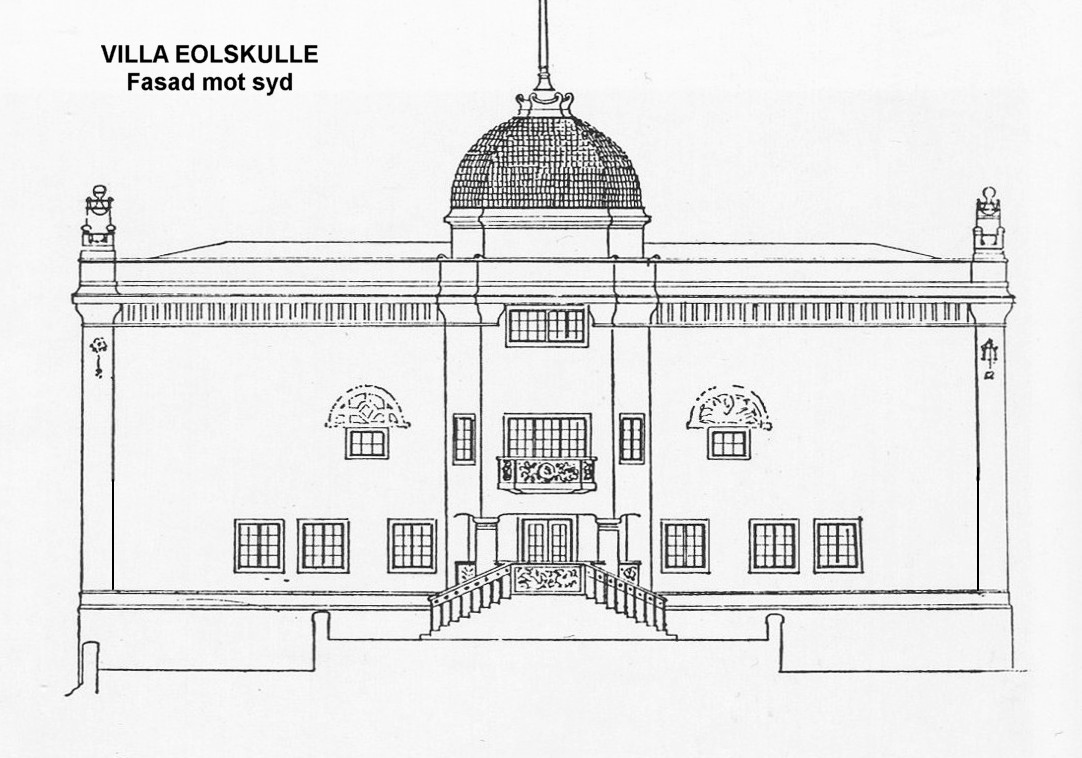
Fasad mot syd
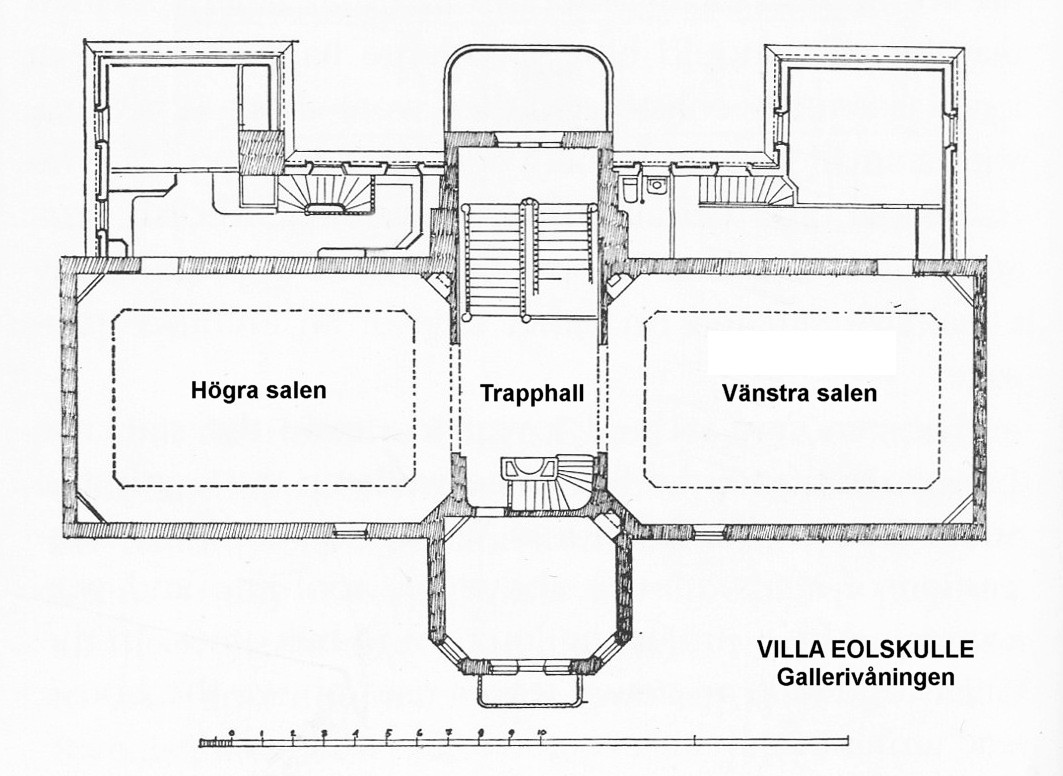
Gallerivåningen
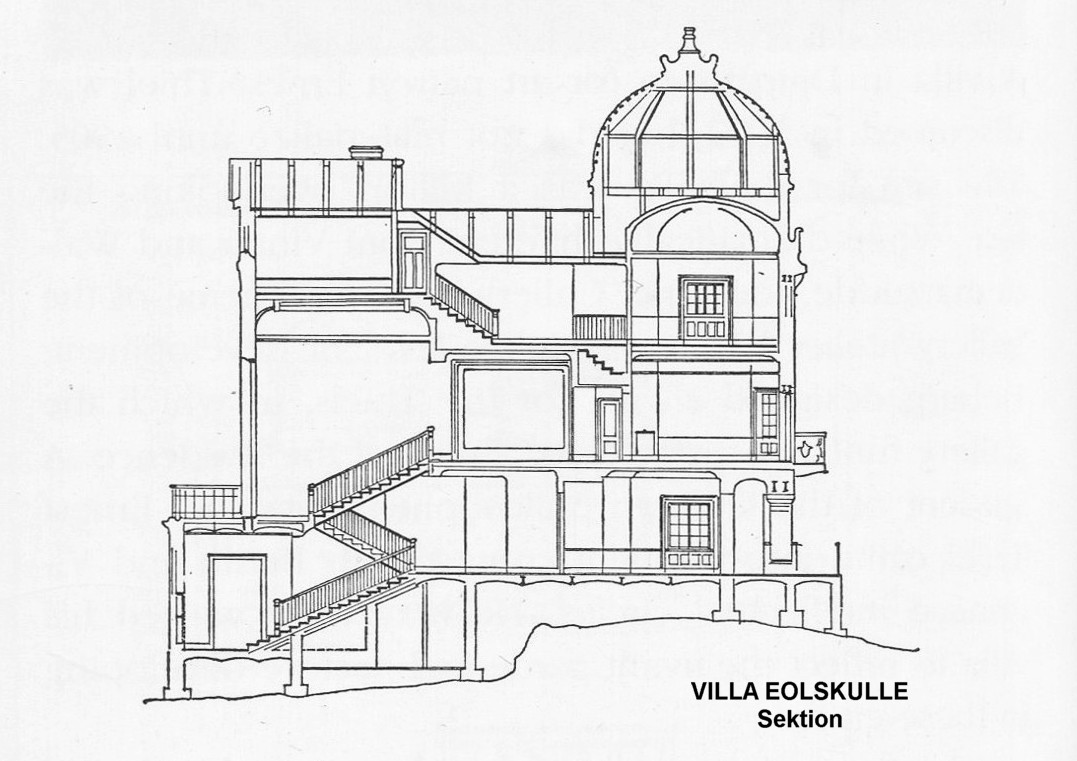
Sektion
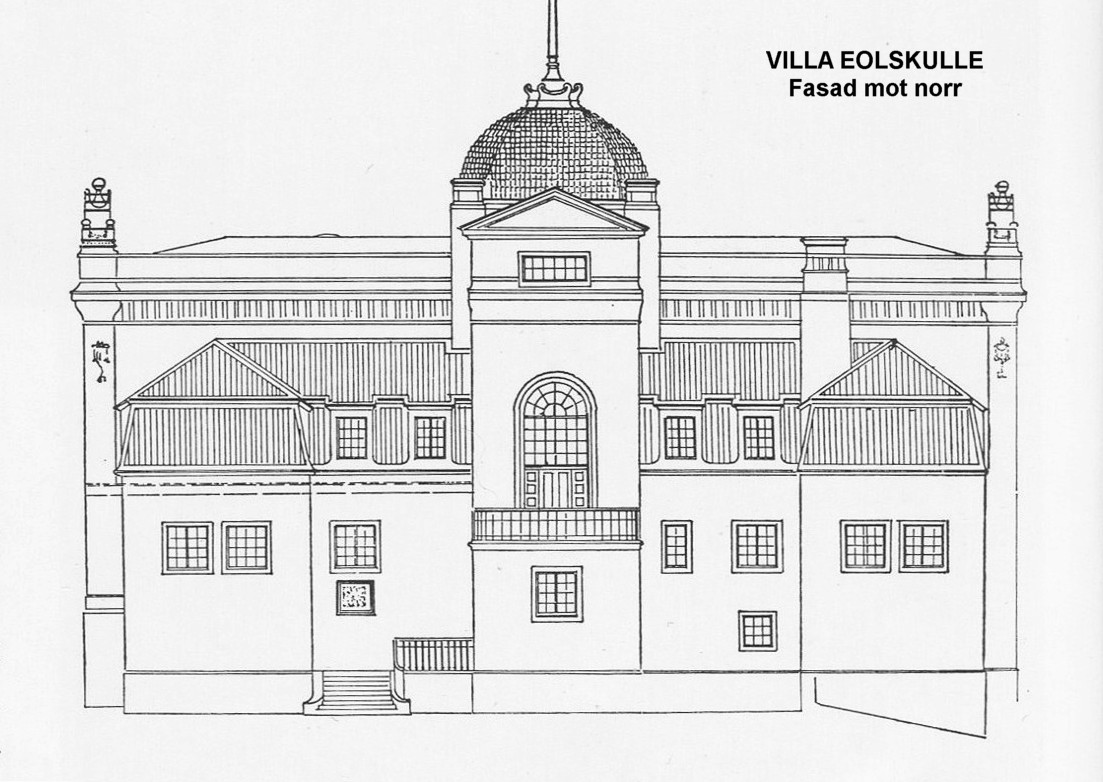
Fasad mot norr

Mellan salarna leder en trappa upp till tornrummet, halvvägs finns två låga valv på vardera sida som öppna blicken ner till salarna. Från tornrummets får man en vid vy över Stockholms inlopp. Här finns takfrisen Begränsningens linje utfört 1905 i stuck av konstnären  J.A.G. Acke. Rummets blickfång utgörs idag av en kopia av filosofen Friedrich Nietzsches dödsmask som ligger i en glasmonter. Ernest Thiel var stor beundrare av Nietzsche.
Efter kort byggtid kunde familjen Thiel på hösten 1905 flytta in i sin nya, men inte helt färdiga, bostad på Djurgården. Thiels hade då tillbringat hela sommaren på Beatelund vid Baggensfjärden. Tidskriften Idun skrev i sitt majnummer från 1906 bland annat: ”Omedelbart efter att ångaren med sina svallvågor gifvit Blockhusuddens kaj den första friska hälsningskyssen, varsnar turisten på krönet af udden, bland furorna, en byggnad med släta, hvita fasadytor, brutna på midten af ett lågt kupolprydt torn och i takkanten afslutade af en fin bård i blå och gula färgtoner. På sin fråga hvad det är för en förnäm boning, får han till svar att det utgör vårt lands nu lefvande störste konstmecenats, bankdirektör Ernest Thiels hem…”.

### Andra byggnadsetappen och invigningen

Fasad mot syd efter tillbyggnaden 1907.

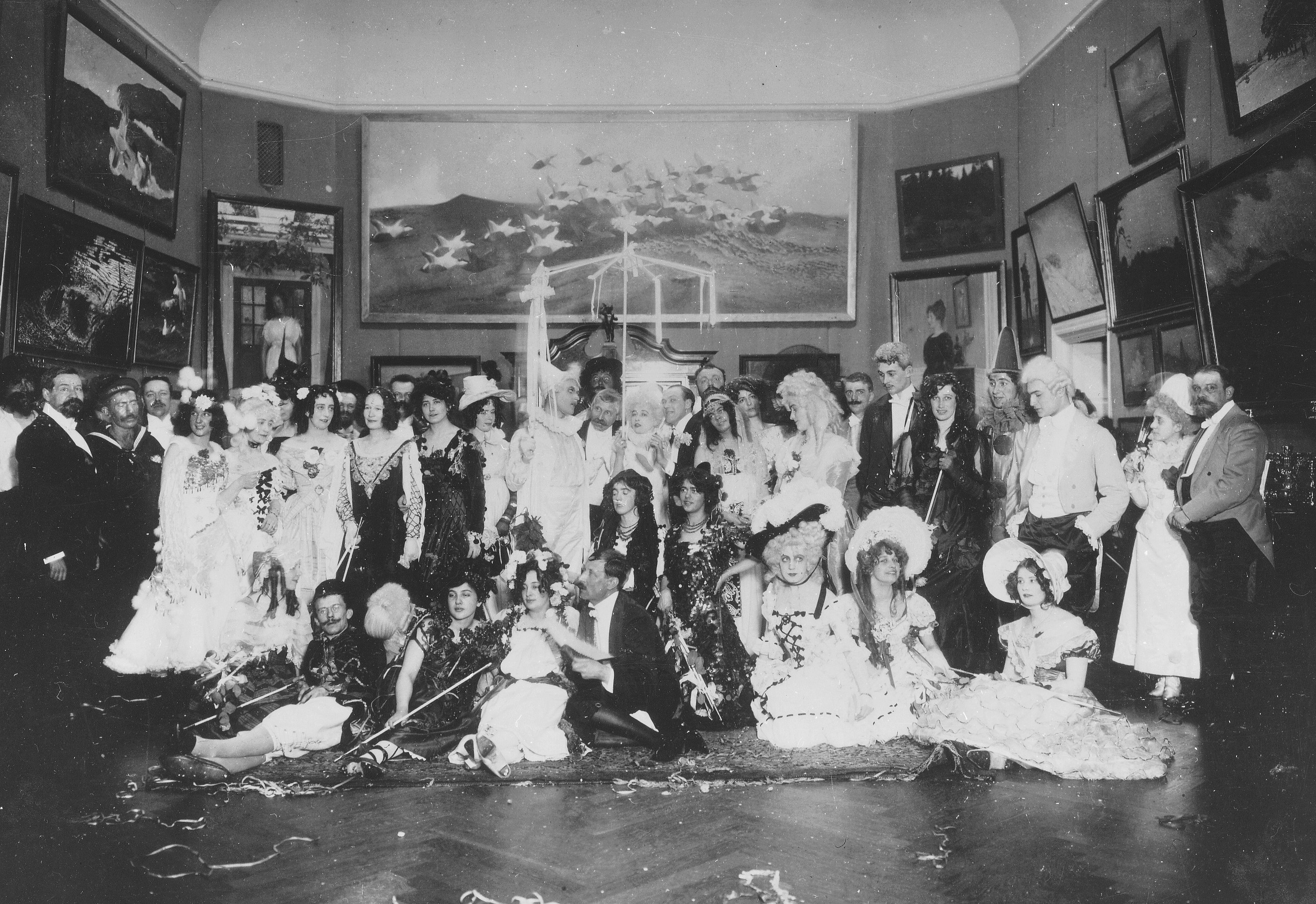
Invigningsfest "Rosenmaskeraden" i högra salen, 17 mars 1907.

Redan vid inflyttningen 1905 visade det sig att huset var för litet för Thiels allt större samling och Boberg fick omgående en beställning på en tillbyggnad. Den utgörs av en något lägre volym i öster som ställdes i vinkel mot det befintliga huset. Därigenom fick hela komplexet en asymmetrisk form, som dessutom betonades av ett runt hörnrum, balustrader och balkonger. Fasaderna är lika vita och bär liknande utsmyckningar i glaserat kakel som den ursprungliga villan. Det gör att hela ensemblen hålls ihop. Vännen Tor Hedberg beskrev den palatsliknande villan som ”en hvitklädd oriental – drömlikt, sensuellt och fantastiskt”.
Den tillbyggda delen innehöll ytterligare rum åt herrskap och tjänstefolk i bottenvåningen. I övre våningen, som i dag kallas Munchsalen efter de tavlor som brukade hänga där, fick Thiel villans största sal. Munchsalen nås via en mindre dörr i vänstra salens kortsida. Dörren fick inte uppta alltför mycket plats, alla väggytorna behövdes för att hänga tavlor. Ibland hängde Thiel en tavla även över dörröppningen. Salen har två golvnivåer, en övre från vänstra salen och en lägre, som är själva Munchsalen. Båda nivåerna är förbundna med en kort trappa. Liksom tidigare får även den nya salen indirekt dagsljus genom ett generöst glastak.
Den 17 mars 1907 invigdes den tillbyggda delen tillsammans med resten av villan. Thiel bjöd släkt och vänner till den omtalade Rosenmaskeraden. Namnet härrör från att väggarna kläddes med rosor, där inga tavlor hängde. Tillställningen finns förevigad på ett fotografi taget i högra salen. Bland gästerna på fotografiet märks Georg Pauli, Karl Wåhlin, Eugène Jansson, Sven Lidman med hustru Carin Thiel, Ragnar Östberg, Klas Fåhraeus, Axel Törneman och Hjalmar Söderberg. Byggherren och gästgivaren Ernest Thiel syns längst bak och delvis skymd mellan eleganta damer.

Interiörbilder
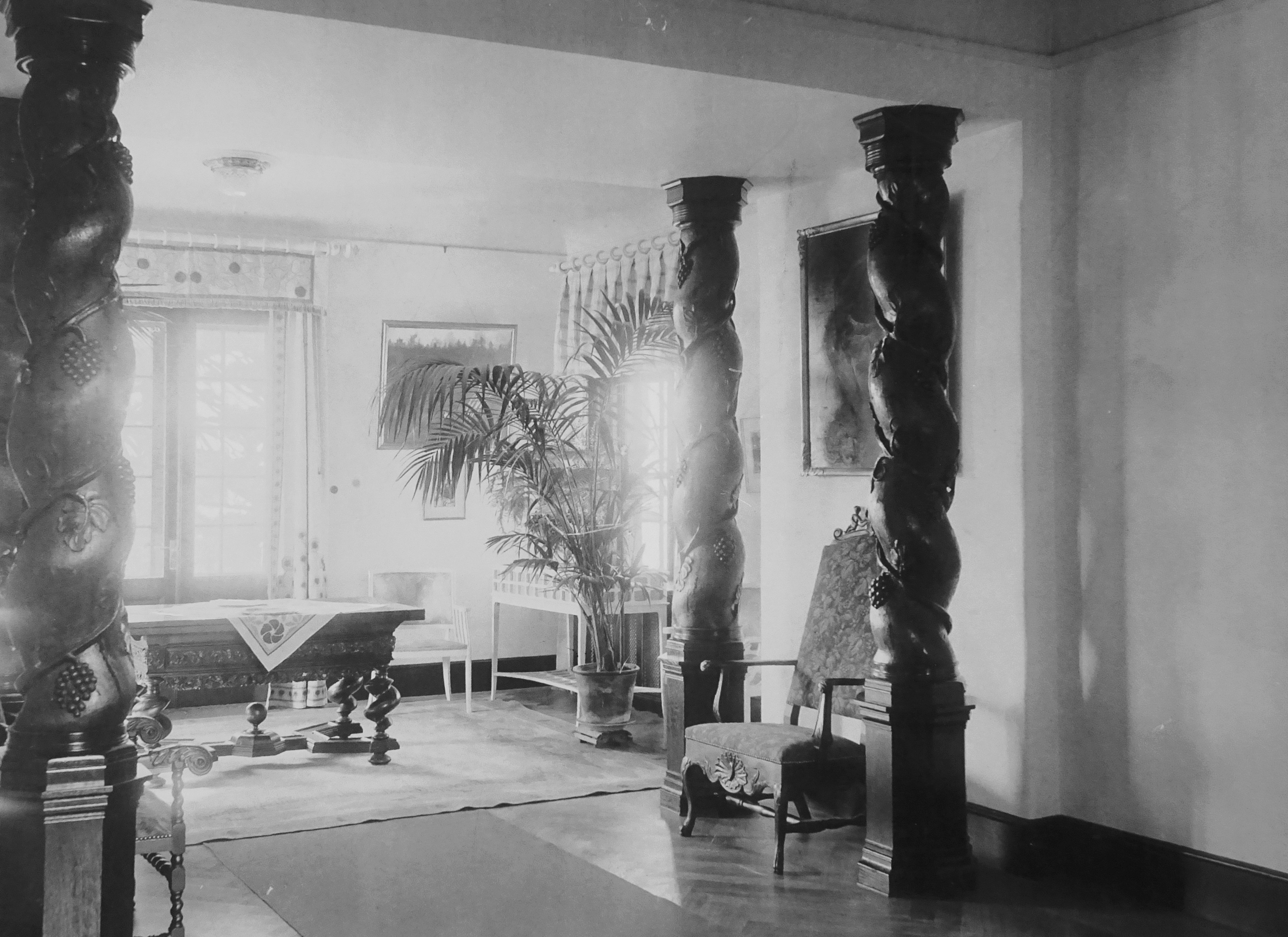
Entréhallen, 1906.
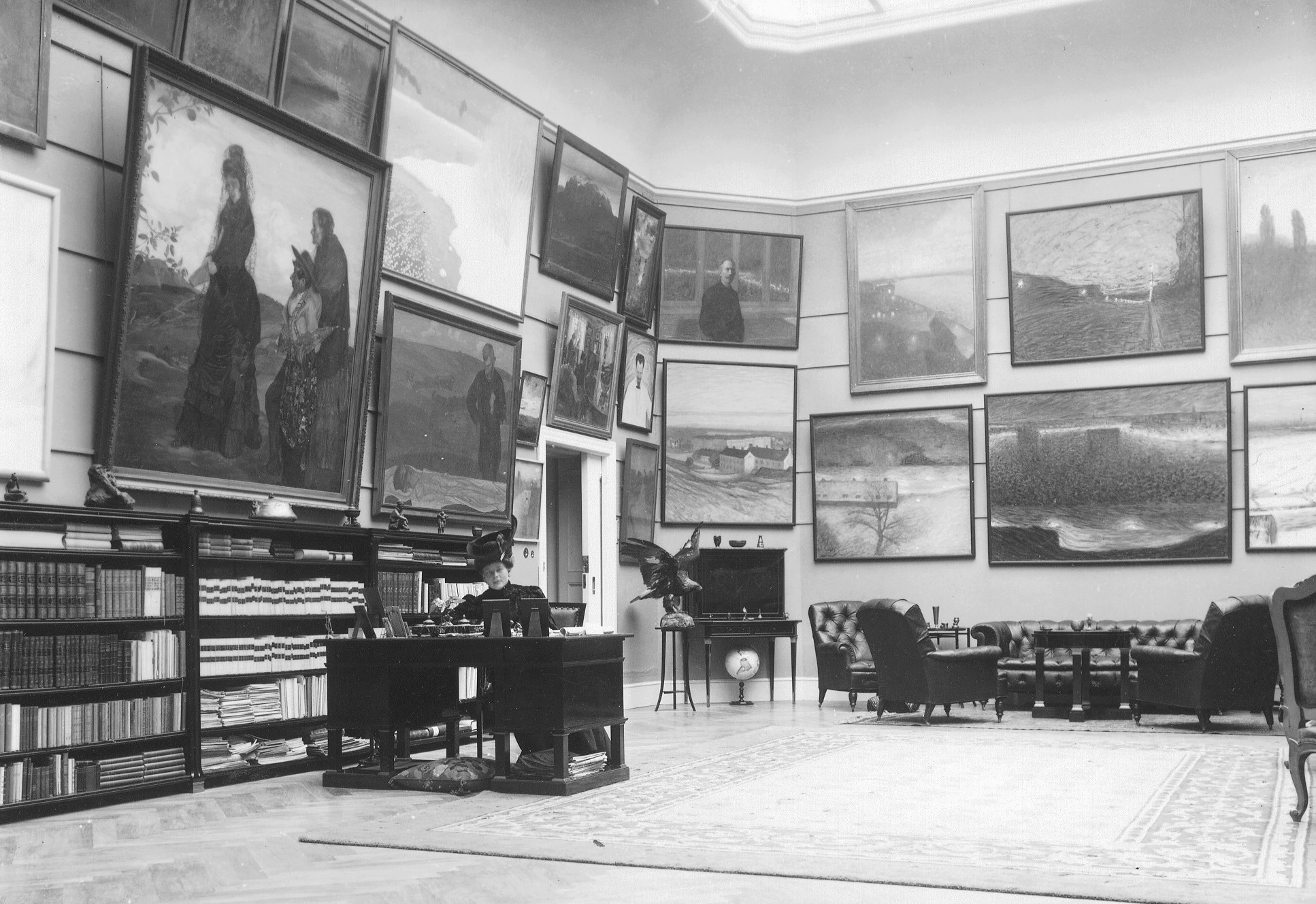
Vänstra salen, 1906.
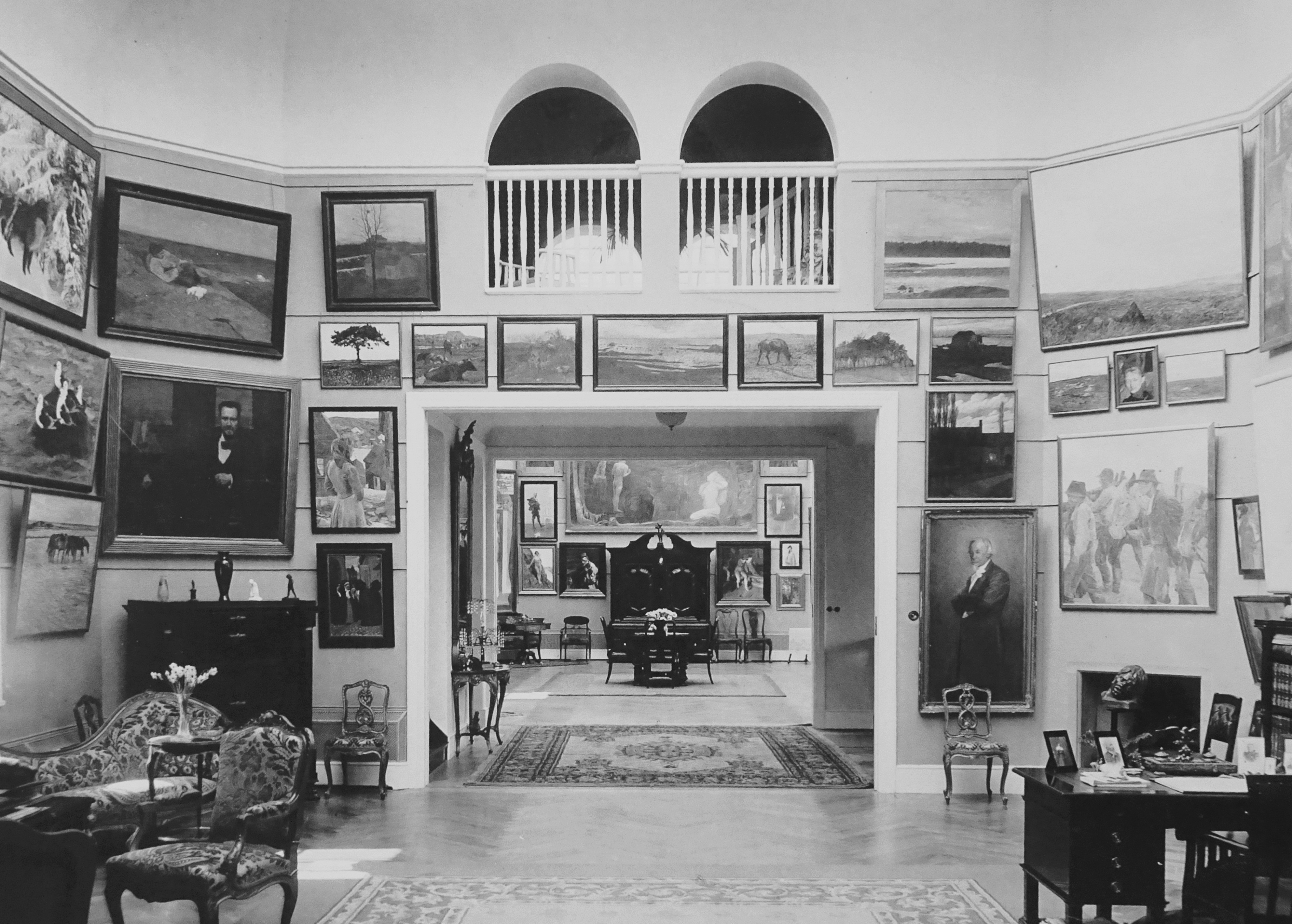
Vy från vänstra salen mot högra salen, 1906.
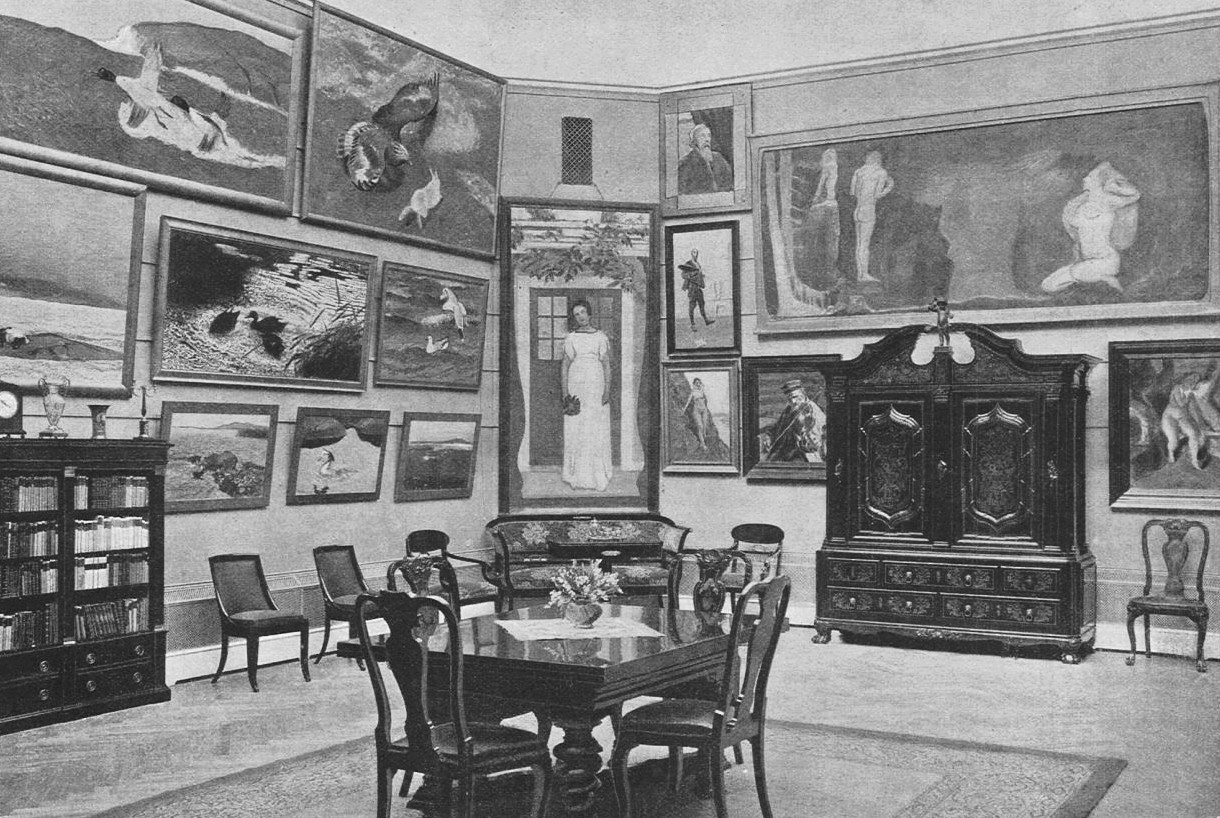
Högra salen, 1906.
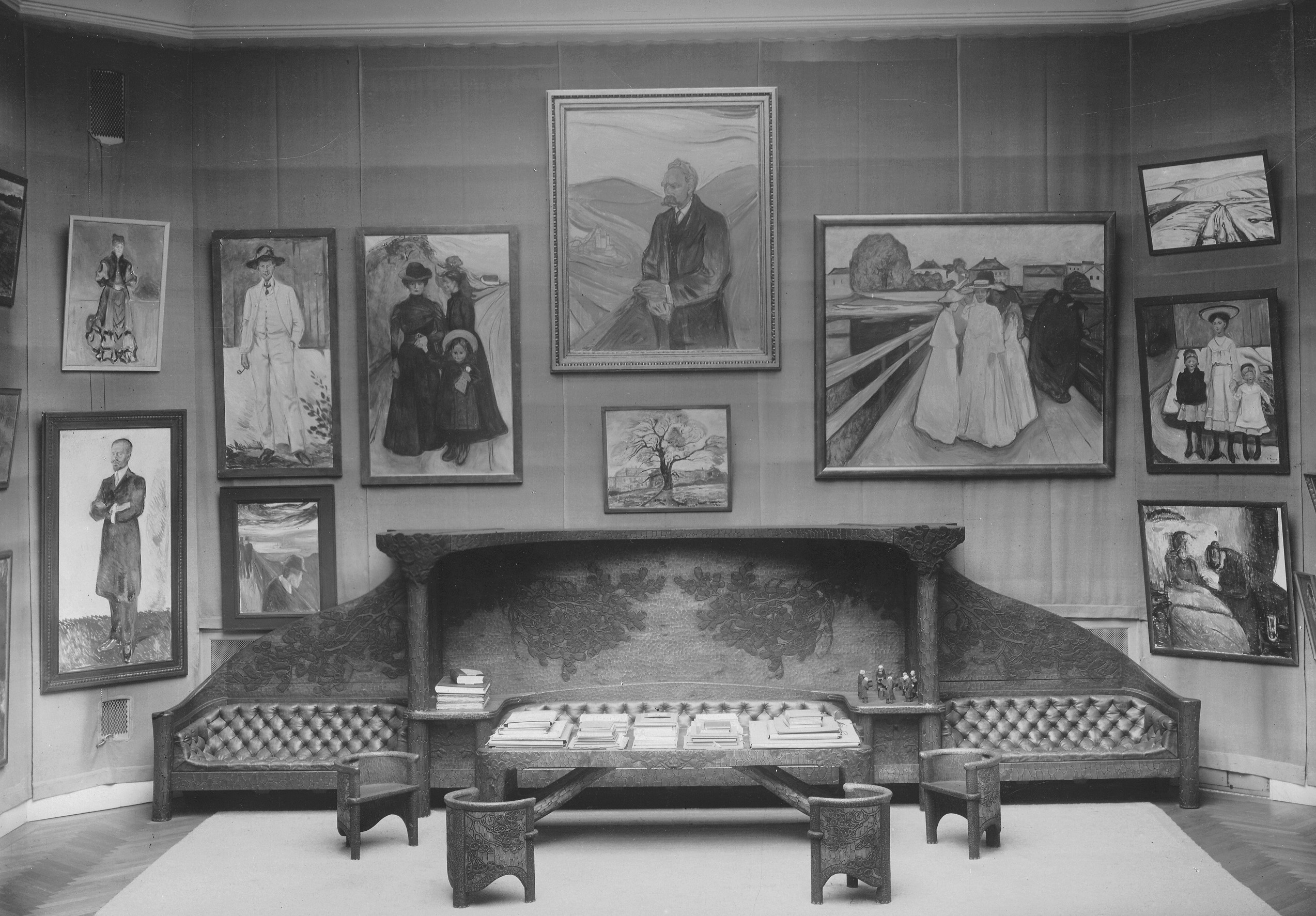
Munchsalen med "Thiels soffa", 1907.

## Villans vidare öden

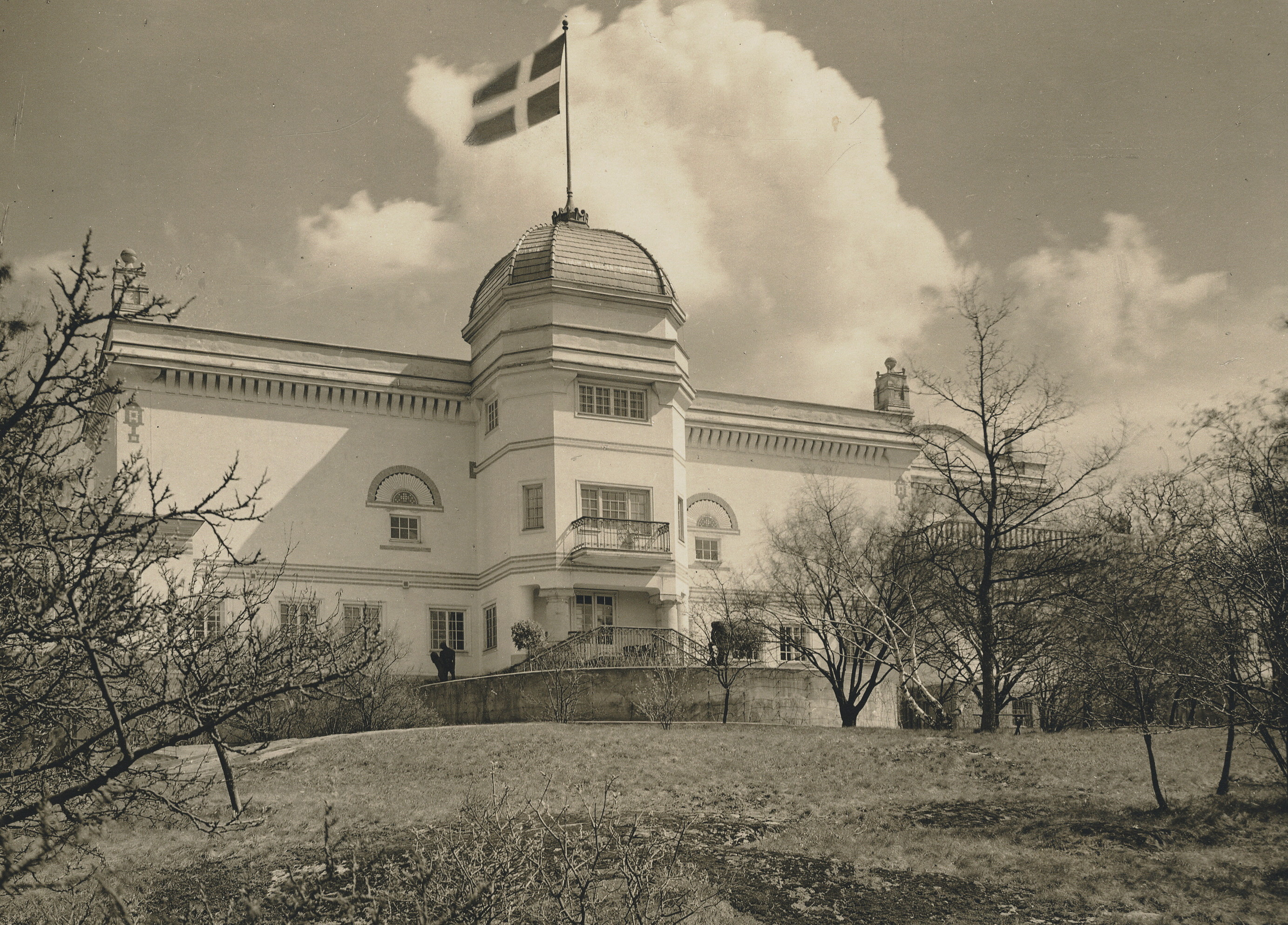
Thielska galleriet 1926.

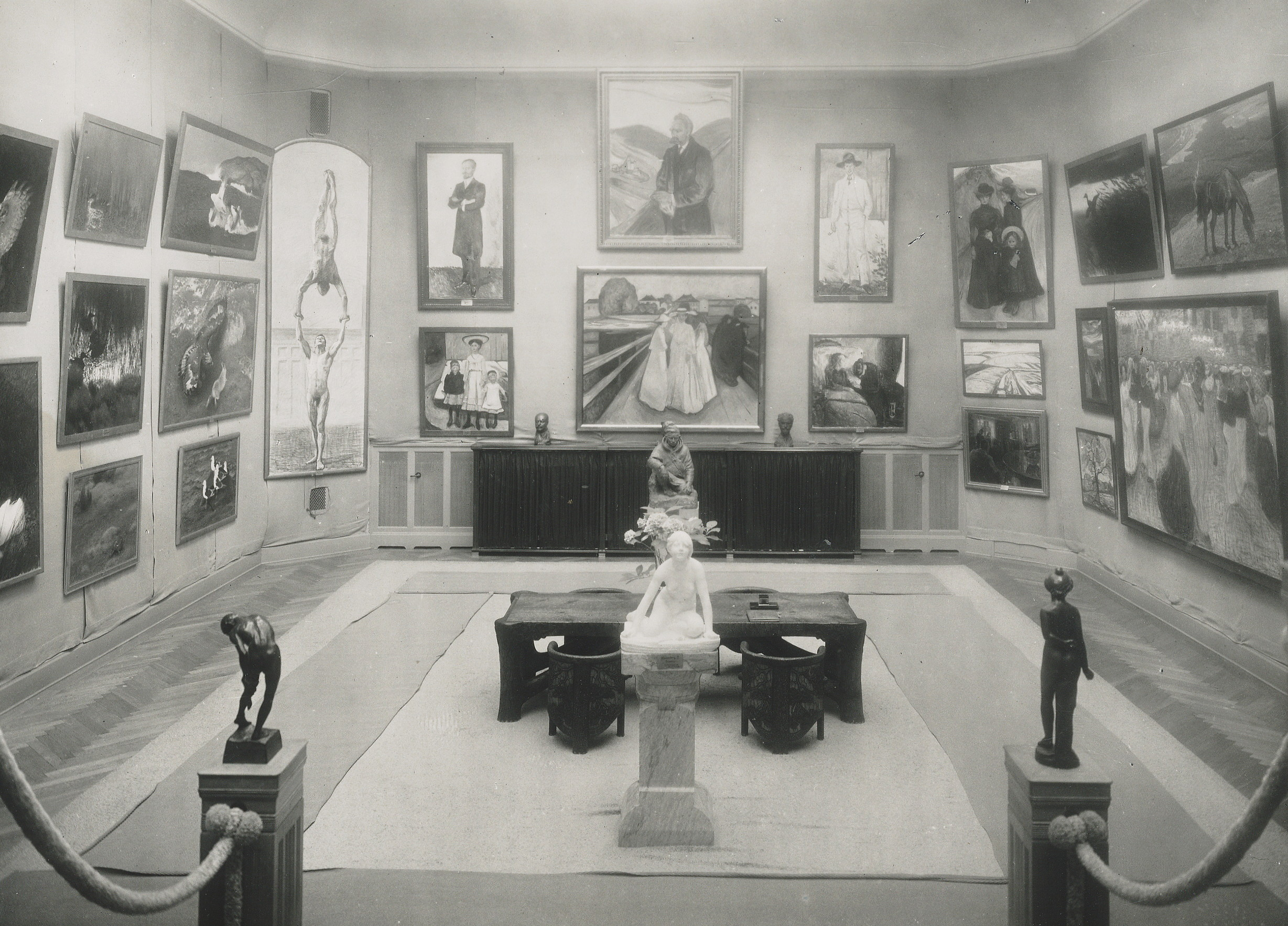
Munchsalen 1928.

När Villa Eolskulle med sin enastående konstsamling stod färdig 1907 hade Ernest Thiel nått höjdpunkten av sin bana som framgångsrik finansman. Redan 1908 skulle affärerna gå sämre och 1910 konstaterade han i ett brev till Ellen Key: ”Tiderna förändras, och vi äro inte längre rika”. Därtill kom problem i äktenskapet och vintern 1910/1911 separerade makarna Thiel.
Därefter bodde Thiel ensam kvar i villan. Han förvärvade fortfarande konst dock inte i samma utsträckning som förr, bland annat 1916 Toulouse-Lautrecs Ballettscen för 27 000 francs som idag räknas till ett av galleriets viktigaste verk. Första världskriget befrämjade inte Thiels affärer och 1922 hade han förlorat det mesta av sin förmögenhet.
Efter att Thiel kom på obestånd tvingades han 1924 sälja villan, samlingen och inventarier för 1,5 miljoner kronor till svenska staten som lät inrätta ett konstmuseum i huset och därmed räddade byggnaden och konstsamlingarna till eftervärlden. Thiel själv flyttade till den betydlig blygsammare Villa Kusten på Norra Djurgården med utsikt över Lilla Värtan. Den 26 januari 1926 slogs portarna upp till Thielska galleriet. Sedan dess är byggnaden öppet för allmänheten. Thiel skulle återvända till sin villa på Eolskulle. Hans aska gravsattes 1947 under klippan vid Auguste Rodins skulptur Skuggan i galleriets park.
Byggnadskomplexet har ombyggts och moderniserats ett flertal gånger. Den tidigare köks- och personaldelen på bottenvåningen byggdes 1932 om till bostad för museets intendent. Här hade intendenterna Ulf Linde och Nina Öhman sin tjänstebostad fram till 2011. På 1960-talet putsades fasaderna i grå betong och huset förlorade mycket av sin tidigare glans. En donation från Knut och Alice Wallenbergs Stiftelse möjliggjorde att en del av källarplanet kunde iordningställas till magasin och verkstadslokaler under åren 1982–1983.
Vid en renovering 1999 har man haft ambitionen att så långt som möjligt återställa villan med hjälp av originalritningarna till sitt ursprungliga skick. De dystra fasaderna åtgärdades och motsvarar numera Bobergs ljusa vision. Under 2004–2005 lät Statens fastighetsverk renovera Thielska galleriet invändigt. Den tidigare intendentbostaden blev 2012 ombyggd till matservering och café som drivs av kocken och matskribenten Monika Ahlberg under namnet Kafé Monika Ahlberg. Byggnaden och parken är sedan 1958 skyddat som byggnadsminne. Till byggnadsminnet hör även den fristående bostadsbyggnaden nordväst om huvudbyggnaden.
Sedan den 1 november 2021 ägs villan av Stiftelsen Thielska Galleriet, efter att en privat donation gjort det möjligt för stiftelsen att köpa byggnaden av staten. Villan står på mark som stiftelsen arrenderar av Kungliga Djurgårdens Förvaltning.

Nutida bilder, exteriör
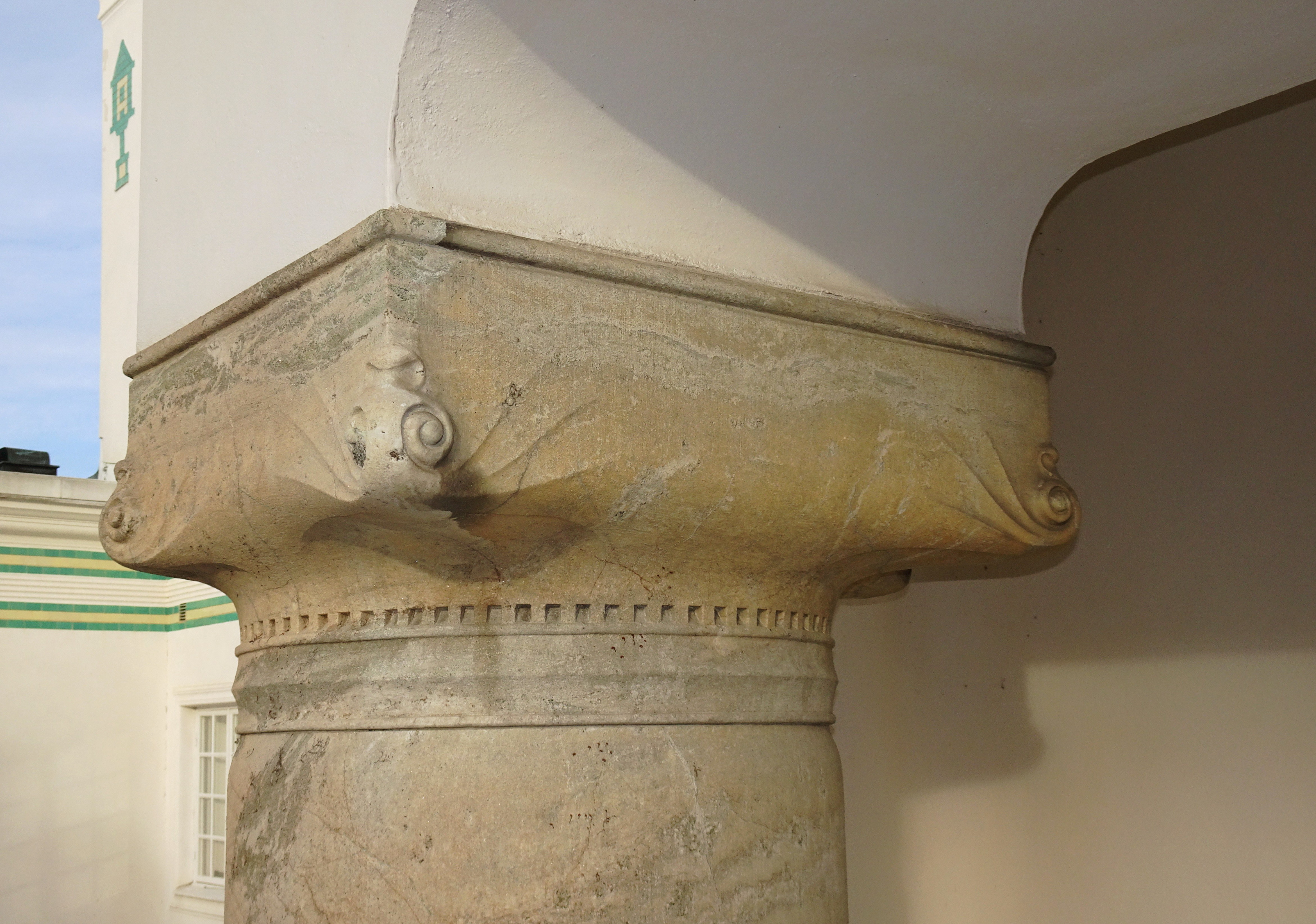
Pelarkapitel
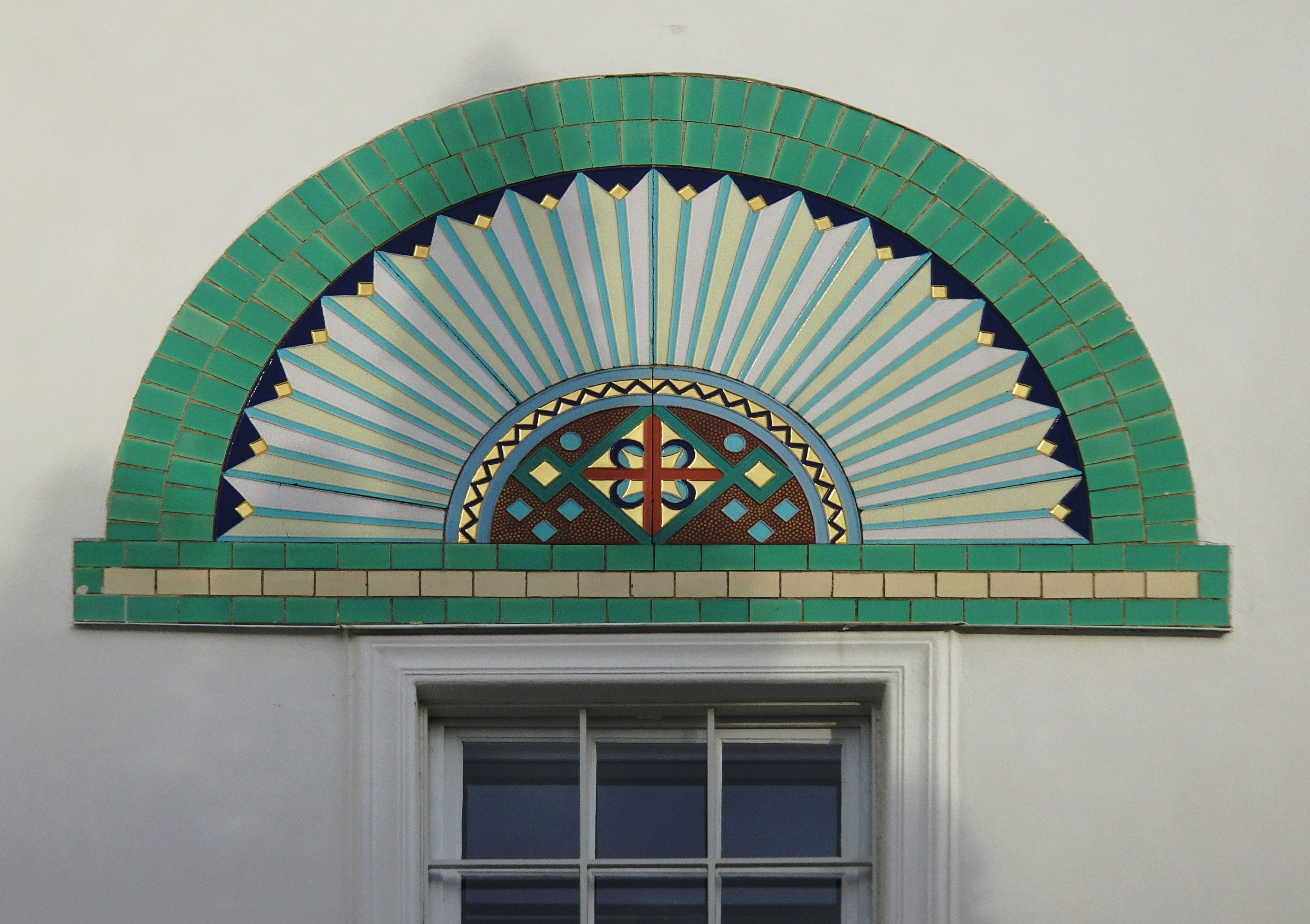
Fasadutsmyckning med glaserat kakel
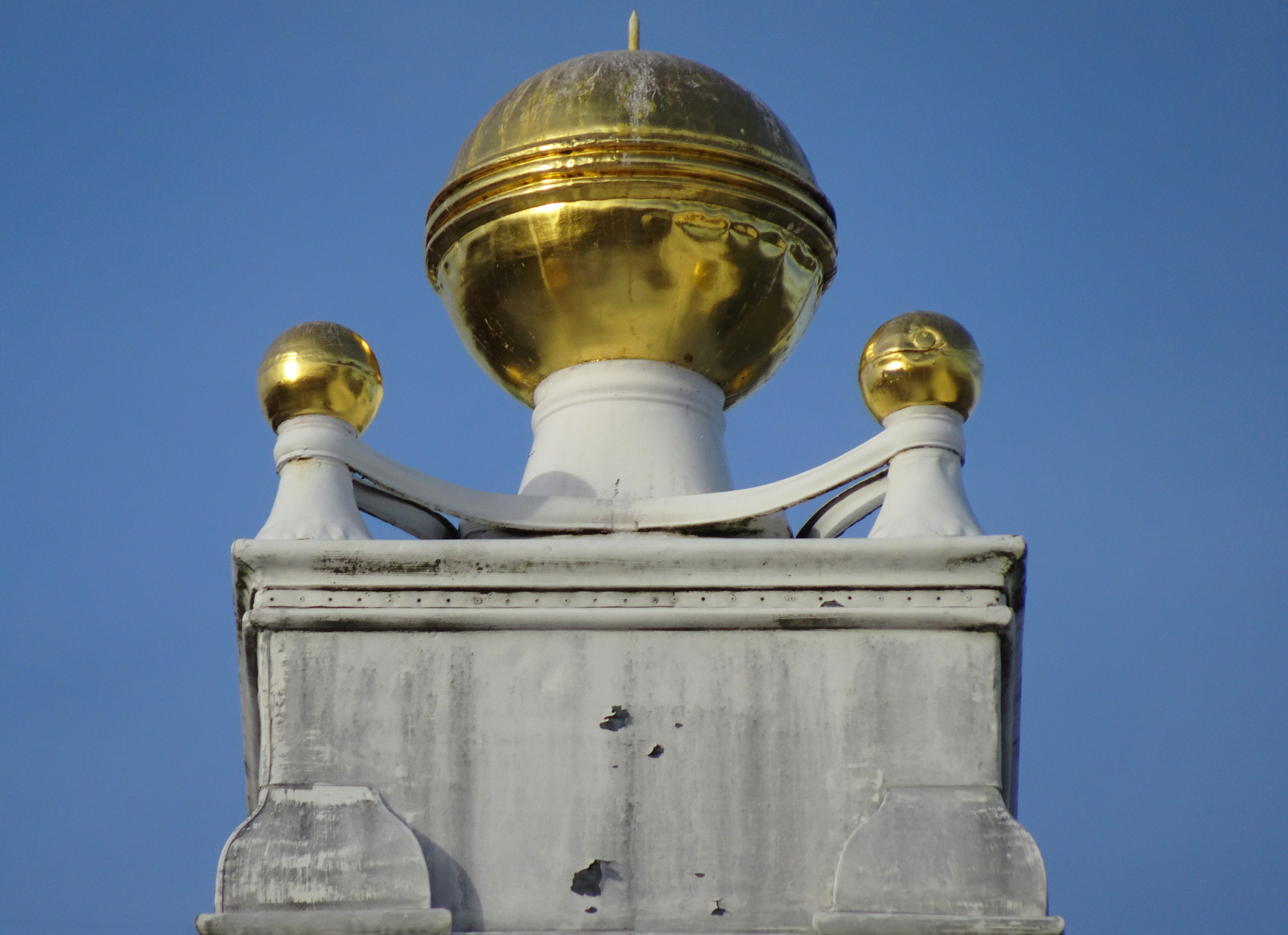
Förgyllt klot över husets fyra hörn
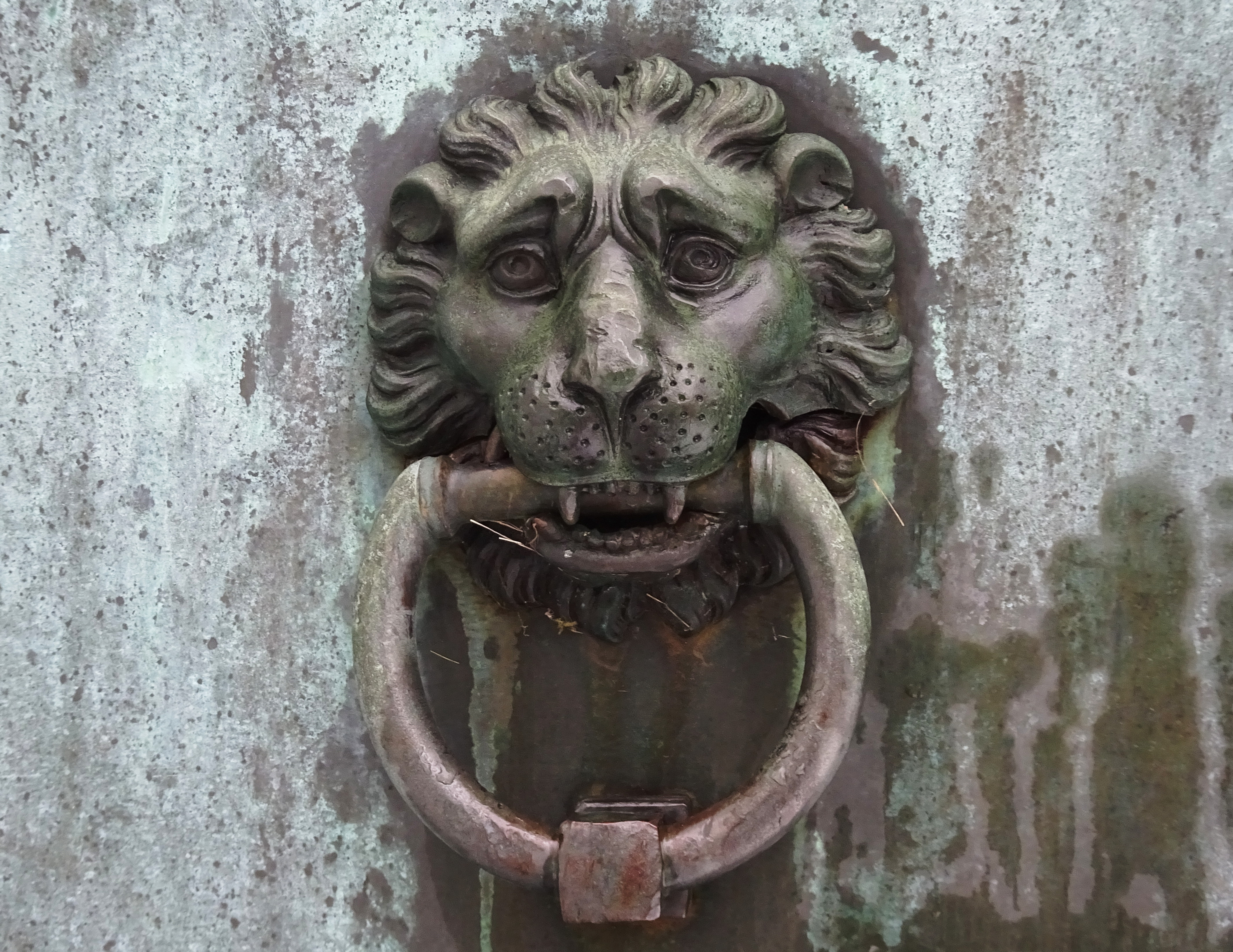
Dörrkläpp på trädgårdsporten
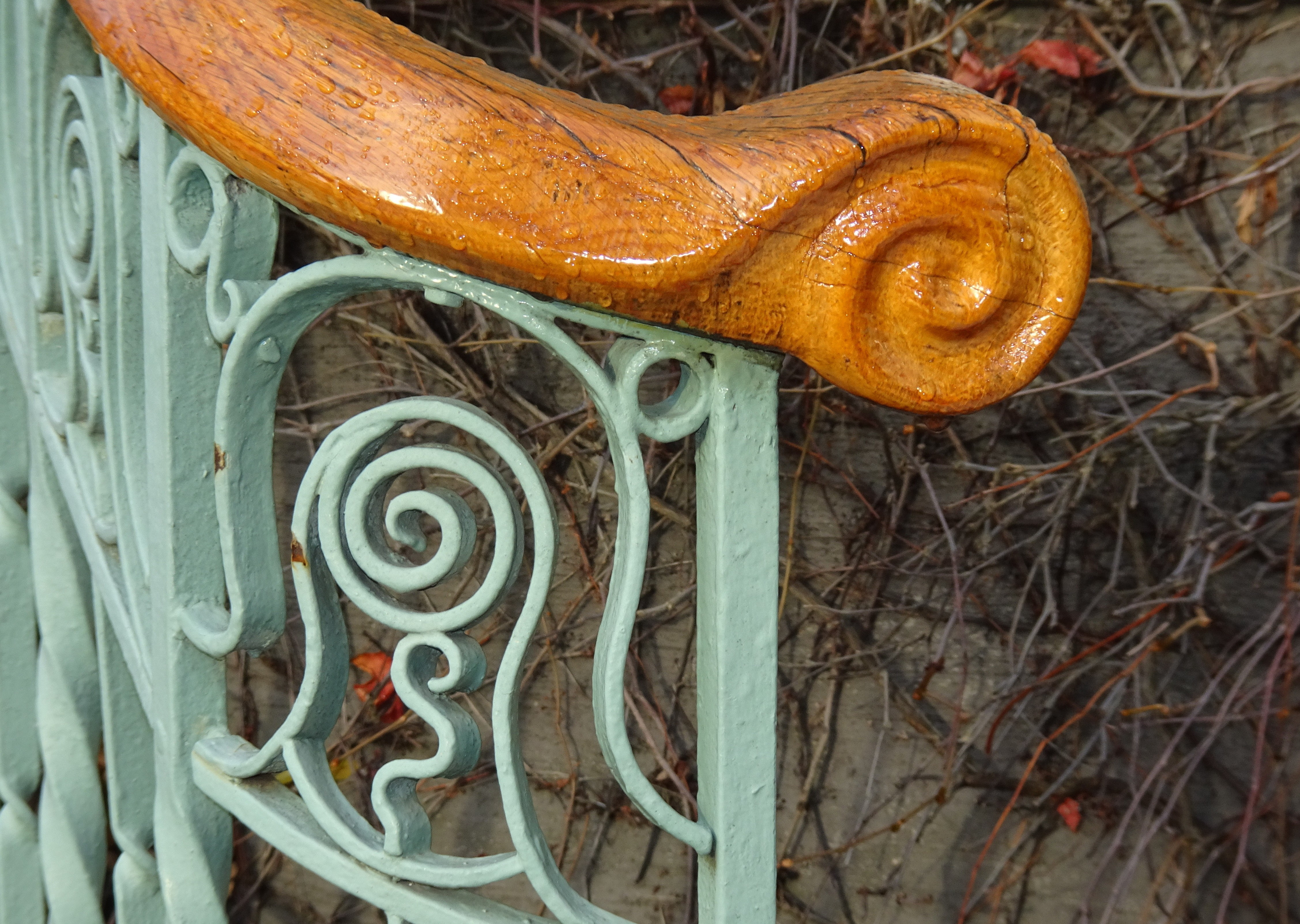
Räckesdetalj

Nutida bilder, interiör
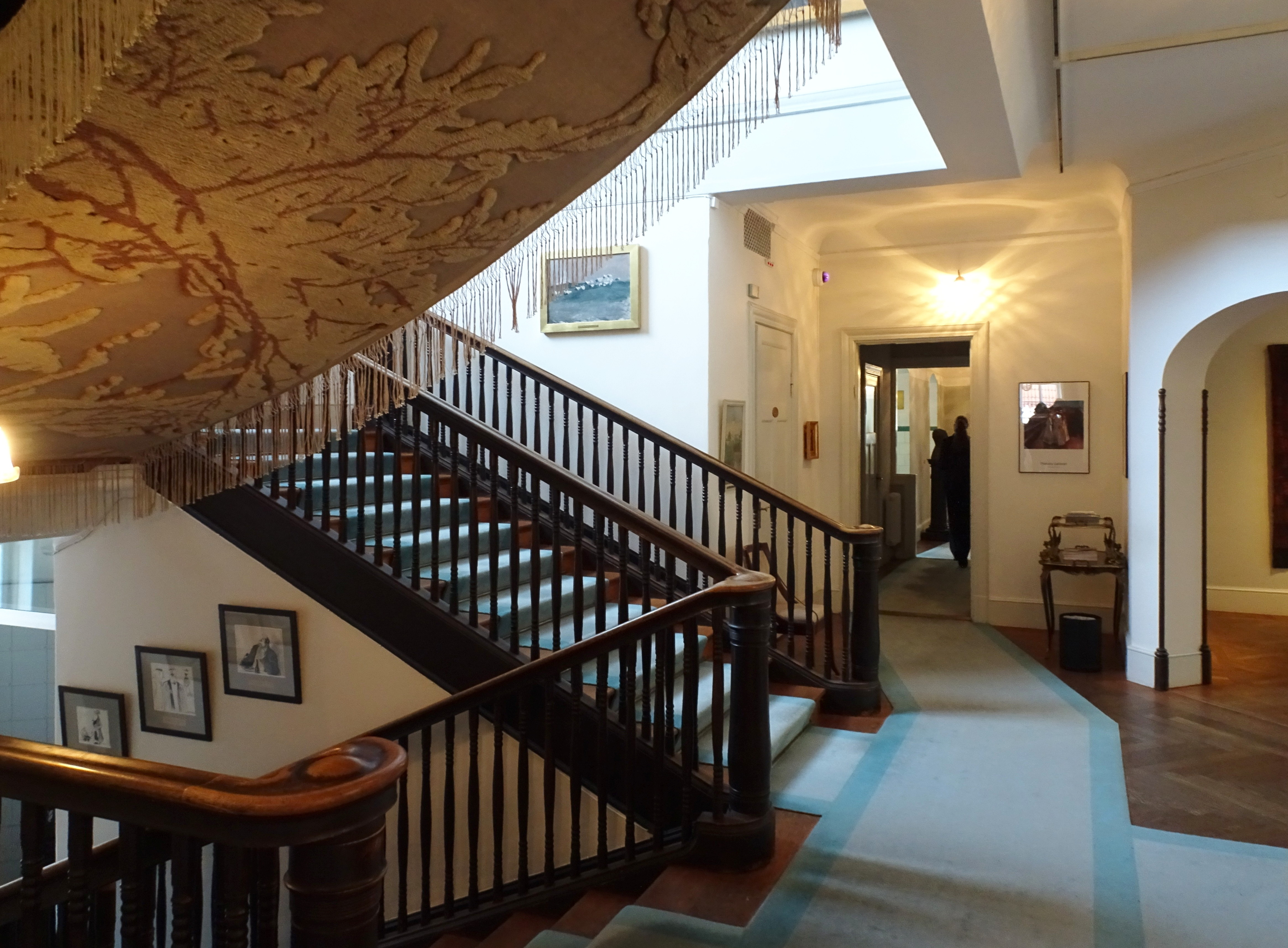
Huvudtrappan
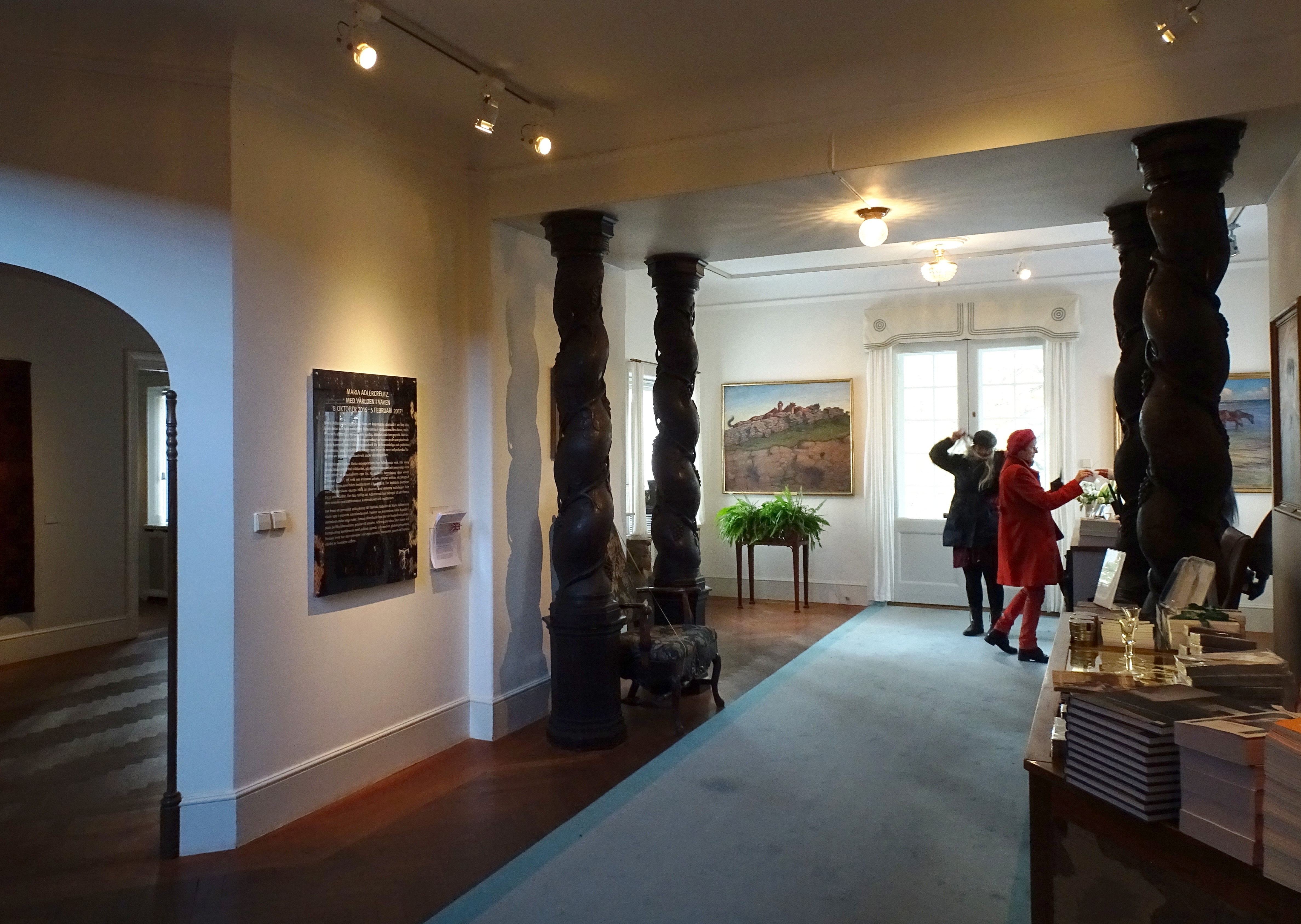
Entréhallen
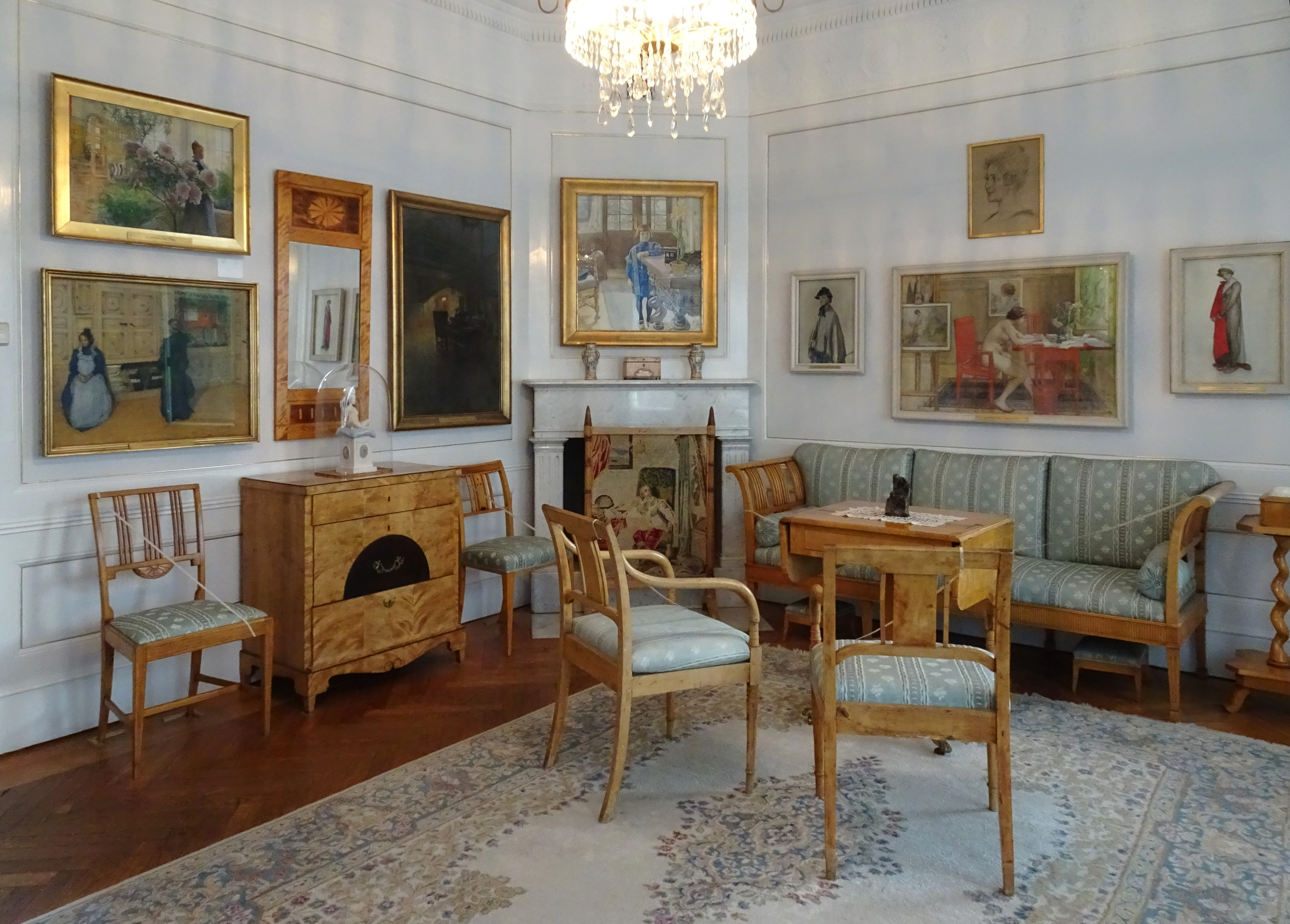
Larssonrummet
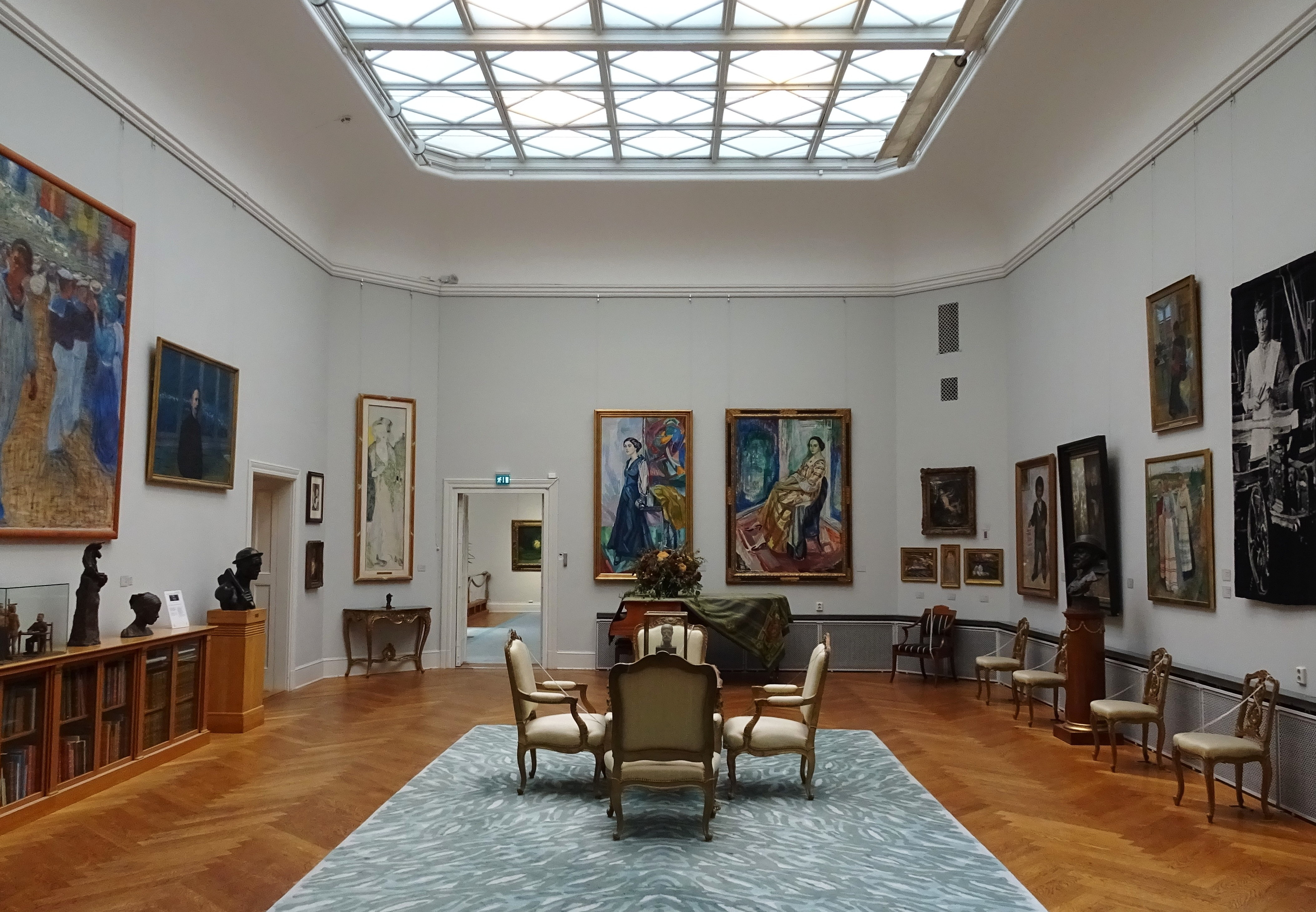
Vänstra salen med dörr till Munchsalen
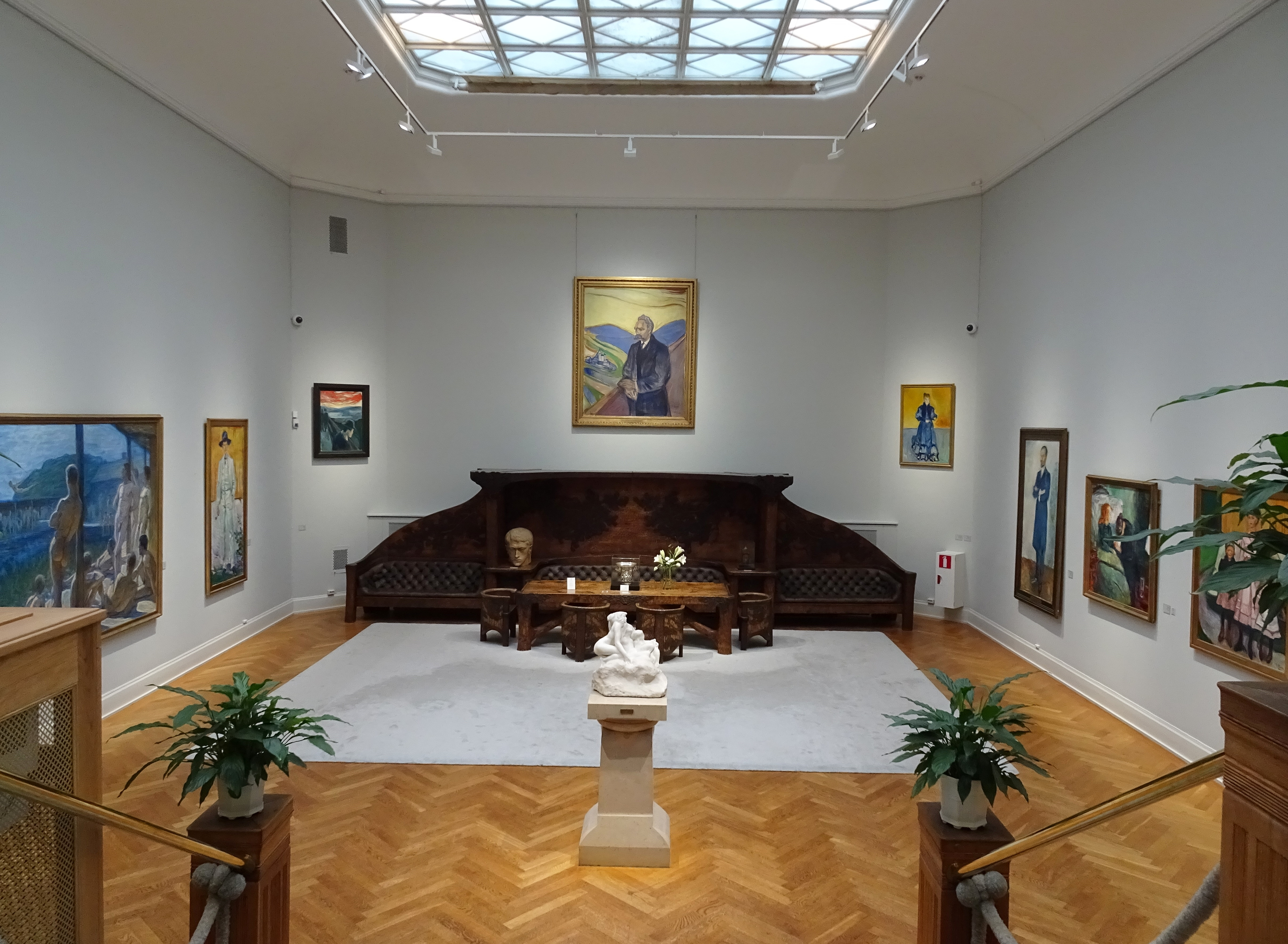
Munchsalen med "Thiels soffa"